# Rabet (Park)
Das Rabet [ʀaˈbeːt] ist ein Stadtteilpark im Osten Leipzigs. Er wurde zum Teil in den 1970er-Jahren nach dem Flächenabriss von Altbausubstanz im Stadtteil Neuschönefeld angelegt. Zwischen 2004 und 2007 wurde er im Rahmen der Stadtumbaustrategie zur Verbesserung des Wohnumfeldes im Leipziger Osten erweitert und umgestaltet.

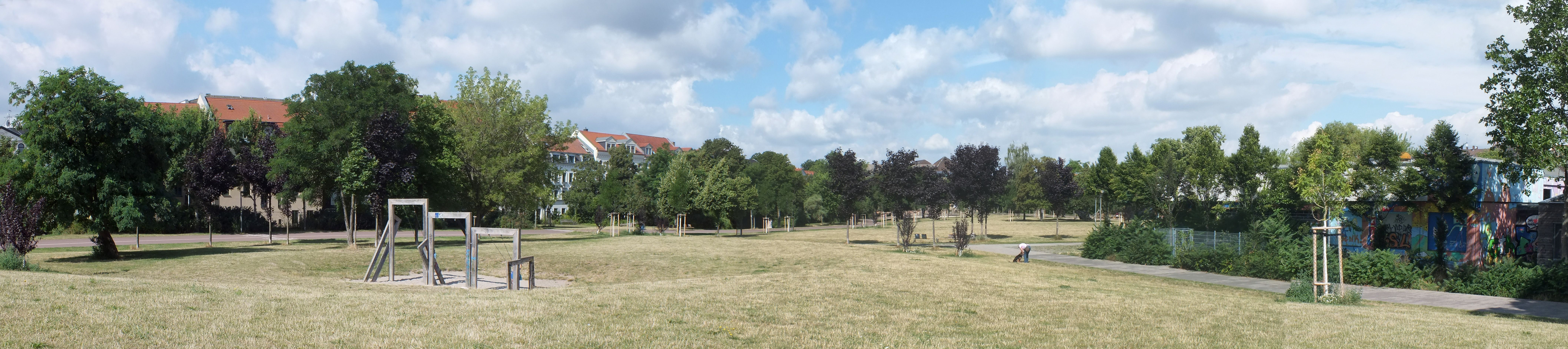
Im Stadtteilpark Rabet (2016)

## Lage und Gestaltung
Der Stadtteilpark Rabet liegt im Stadtteil Neuschönefeld, das zum Ortsteil Neustadt-Neuschönefeld im Stadtbezirk Ost gehört. Er wird begrenzt im Osten durch die Hermann-Liebmann-Straße, im Süden durch die Straße Rabet, im Westen durch die Neustädter Straße und im Norden durch die Bauten an der Eisenbahnstraße. Seine Länge beträgt 430 Meter, und die Breite liegt zwischen 60 und 150 Metern. Seine Fläche beläuft sich auf 9,6 Hektar. Zugunsten des Parkgeländes wurden mehrere Straßen aufgegeben, die Martha-, die Thümmel-, die Melchior-, die Rosen-, die Reinhart- und die Otto-Runki-Straße komplett und dazu der westliche Abschnitt der Konradstraße. Beim Abriss der Südseite der Marthastraße und der Häuser auf der Nordseite der Straße Rabet wurde auch Volkmarsdorfer Flur einbezogen. 
Das Gelände weist eine hügelige Struktur auf. Das Zentrum bildet eine große offene Wiese. Baum- und Strauchpflanzungen konzentrieren sich in den Randbereichen. Ein genau einen Kilometer langes, leicht brombeerfarbenes, geschwungen verlaufendes, breites Asphaltband bildet einen Rundweg. Die Planer gaben ihm den Namen Amöbe.  
Es finden sich Spielmöglichkeiten für Kinder, Volley- und Basketballplätze aber auch Bänke zum Ausruhen und Verweilen. Der im Park gelegene offene Freizeittreff „Rabet“ bietet mit seinem Multifunktionssaal und weiteren Räumen Möglichkeiten für Veranstaltungen, Sport und Freizeitbeschäftigungen.

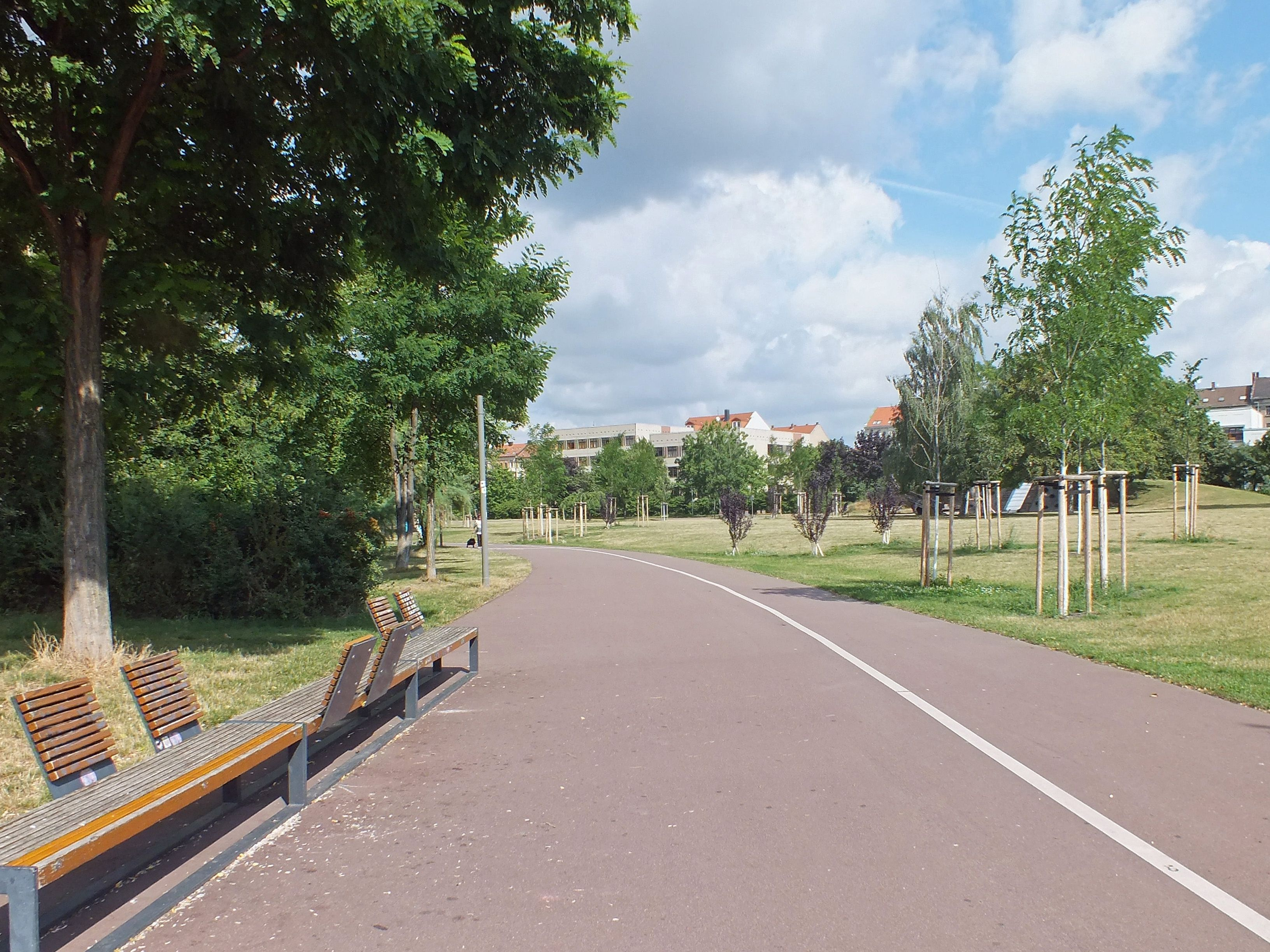
Der Rundweg Amöbe (2016)
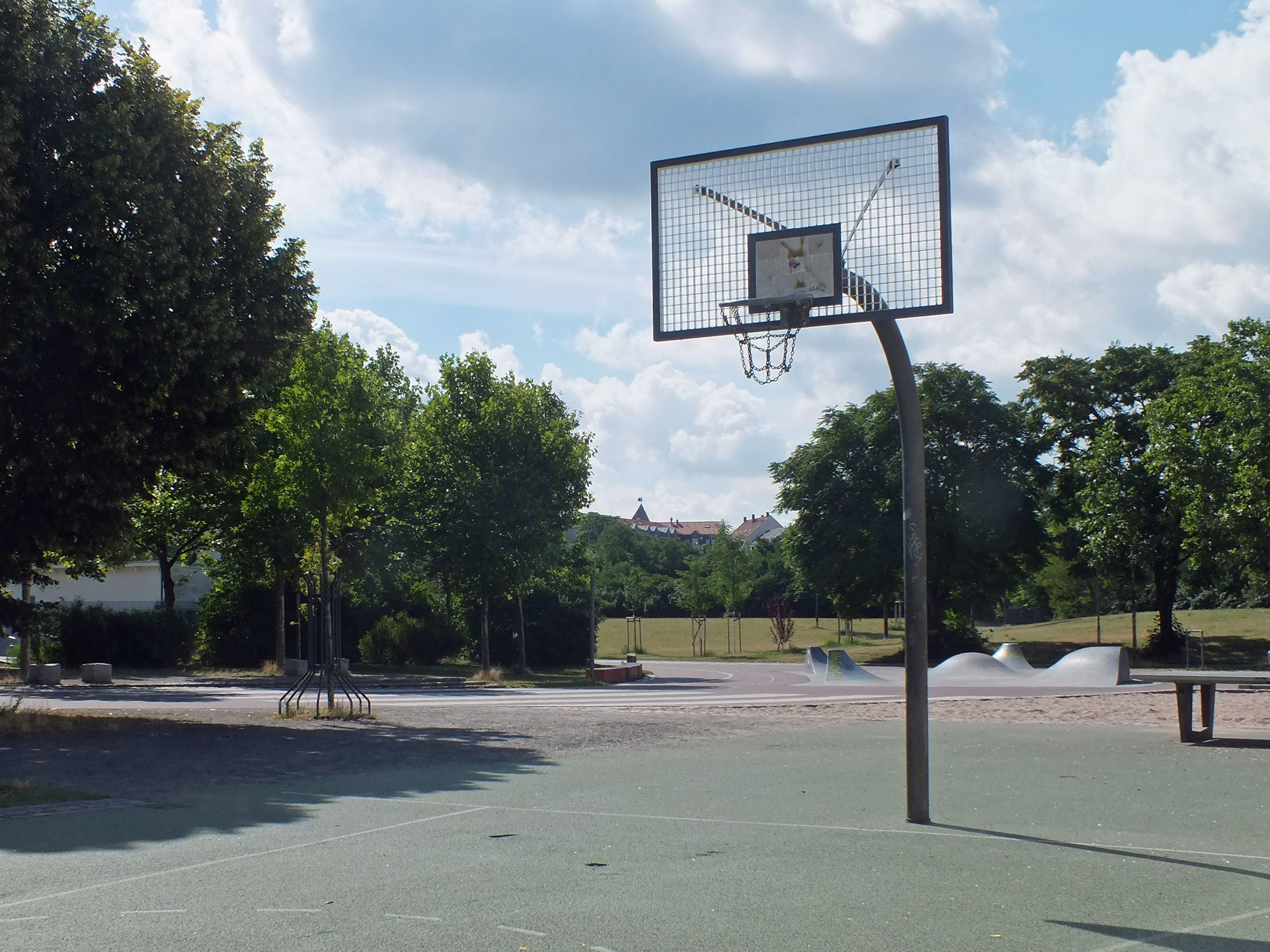
Das Basketballfeld (2016)
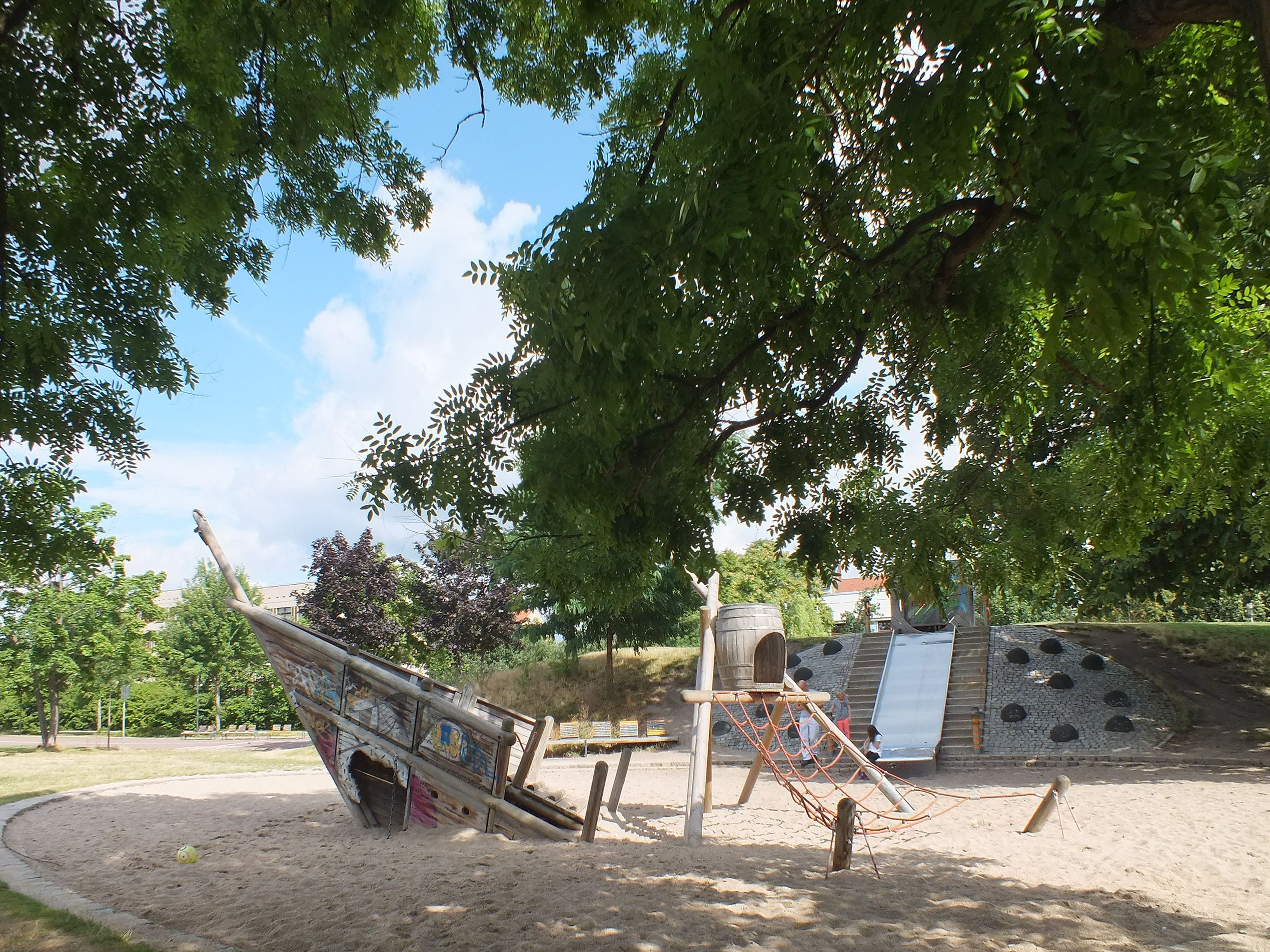
Spielplatz mit Rutsche (2016)
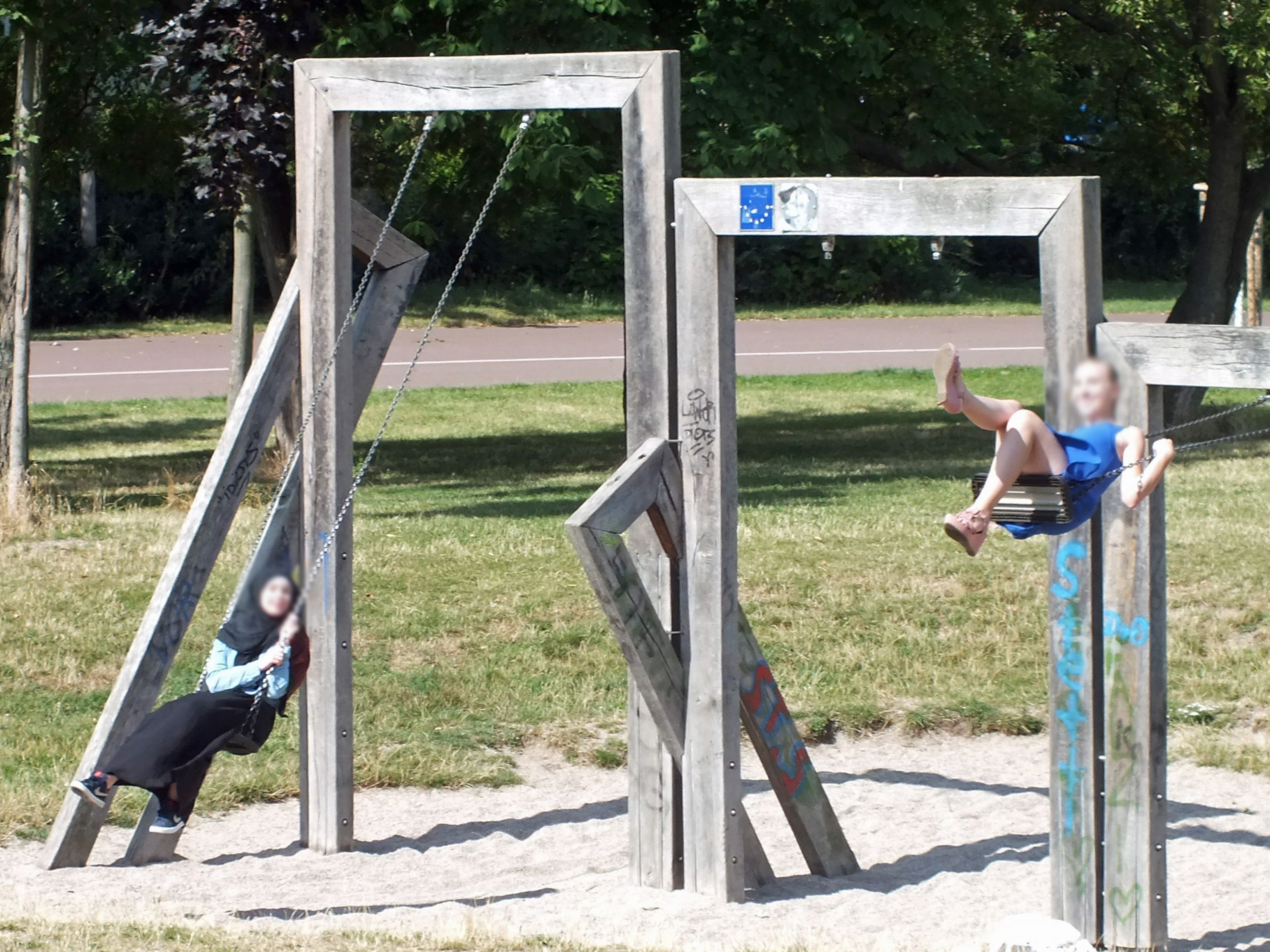
Schaukeln – international (2016)
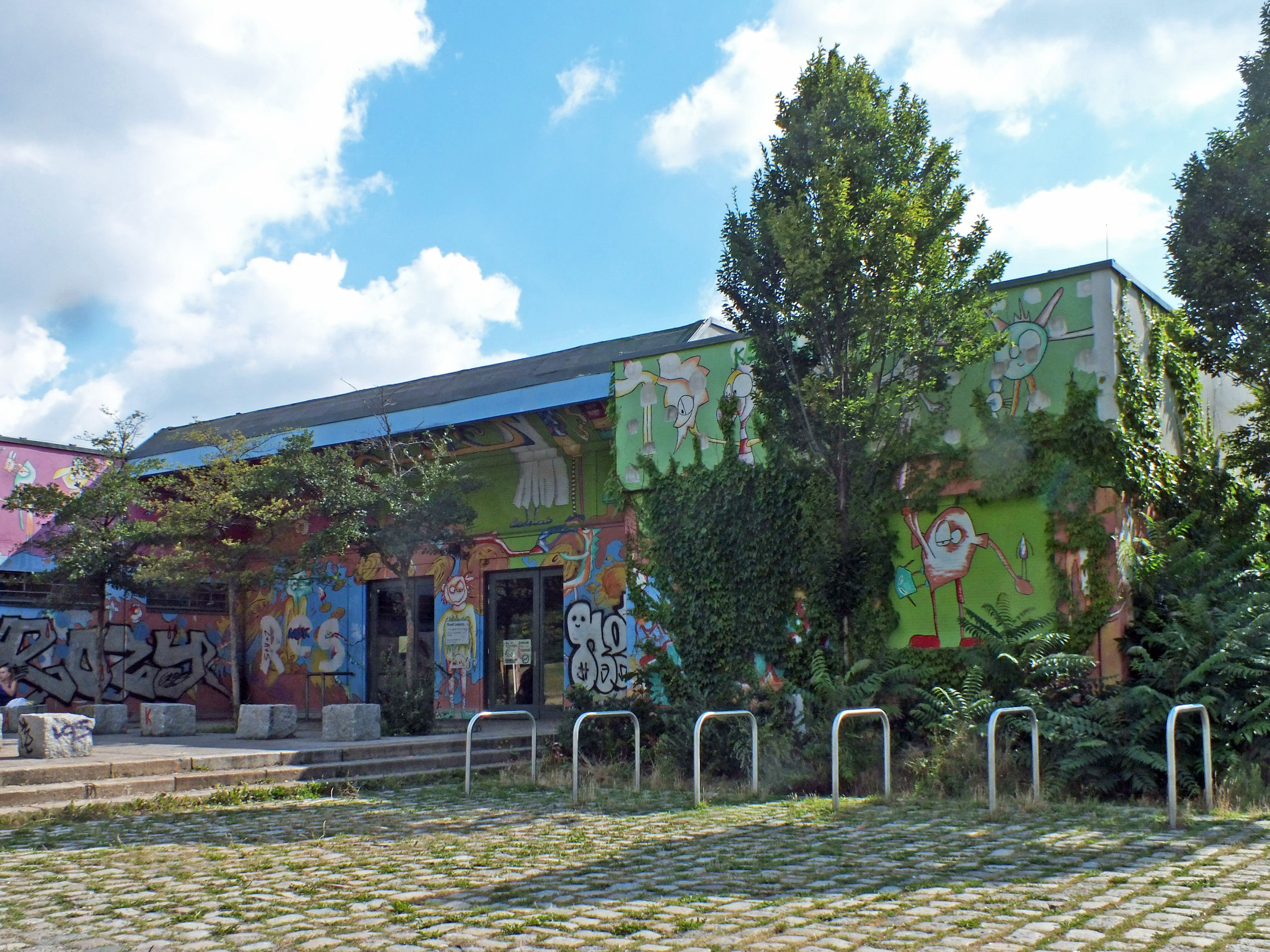
Der Freizeittreff (2016)

## Geschichte

### Flurname

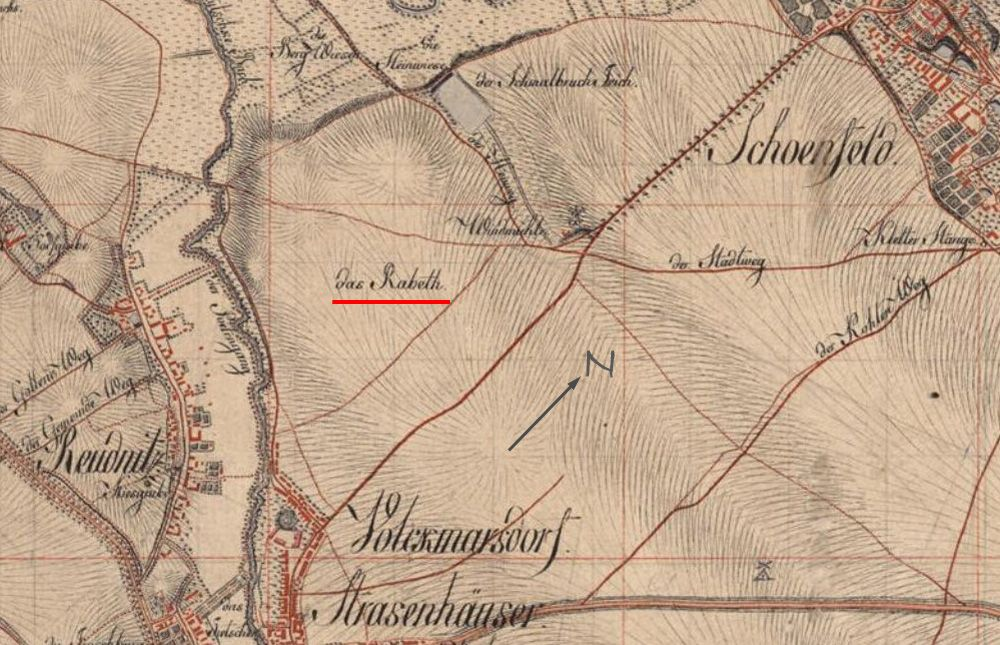
Die Flur Das Rabeth auf einer Karte von 1802

Der Name Rabet geht auf die erstmals im 16. Jahrhundert nachweisbare Bezeichnung einer zwischen den ehemaligen Dörfern Schönefeld und Reudnitz gelegenen Flur von etwa 50 Hektar zurück. Sie gehörte zum Rittergut Schönefeld und war im Wesentlichen wohl mit Büschen bestandenes Ödland, das erst ab Mitte des 17. Jahrhunderts landwirtschaftlich genutzt wurde. 

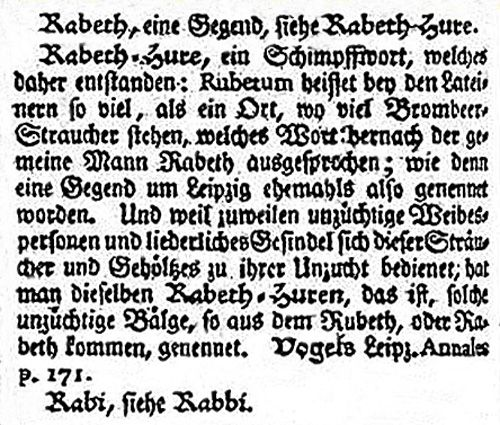
Eintrag in Zedlers Universal-Lexikon, Band 30 von 1741

Für die Namensentstehung konkurrieren mehrere Ansätze: aus dem Slawischen robota für ‚(Fron-)Arbeit‘ oder dem Lateinischen rubetum für ‚Brombeergebüsch‘. Eine dritte Erklärung leitet den Namen aus dem französisch-niederländischen Wort Rabeth (‚Rabatte, Randbeet‘) her. Die lateinische Bezeichnung könnte aus der Studentensprache kommen. Bis zur Mitte des 17. Jahrhunderts soll das Leipziger Rotlichtmilieu hier mit den Studenten zusammengekommen sein. Bereits 1584 beschrieb der Schönefelder Pfarrer Peter Letz das Rabet als „der Huren und Buben Campus Elysius, oder vielmehr ihr Venusberg […], do die Studiosi iren besten spielplatz umb Leipzig haben“. 
Entsprechend verzeichnet Johann Heinrich Zedlers Universal-Lexikon von 1741 das Schimpfwort „Rabeth-Hure“, das er auf „zuweilen unzüchtige Weibespersonen und liderliches Gesindel“ zurückführt, das sich „dieser Sträucher und Gehölzes zu ihrer Unzucht bedienet“. In einer Flurkarte von 1775 findet sich zwischen Leipzig und Schönefeld die Bezeichnung „Hurenberg“, was jedoch nicht unbedingt auf Prostitution hindeutet, da „Huren“ in Flurnamen auch sehr nasse Wiesen- und Holzstücke an Wassergräben oder Teichen bezeichnen kann. Der Archivar Jörg Ludwig hält im Jahrbuch Leipziger Stadtgeschichte den lateinischen Ursprung für am wahrscheinlichsten. Auch die rötlich-brombeerfarbene Asphaltierung des heutigen Parkrundwegs nimmt Bezug darauf.

### Wohngebiet

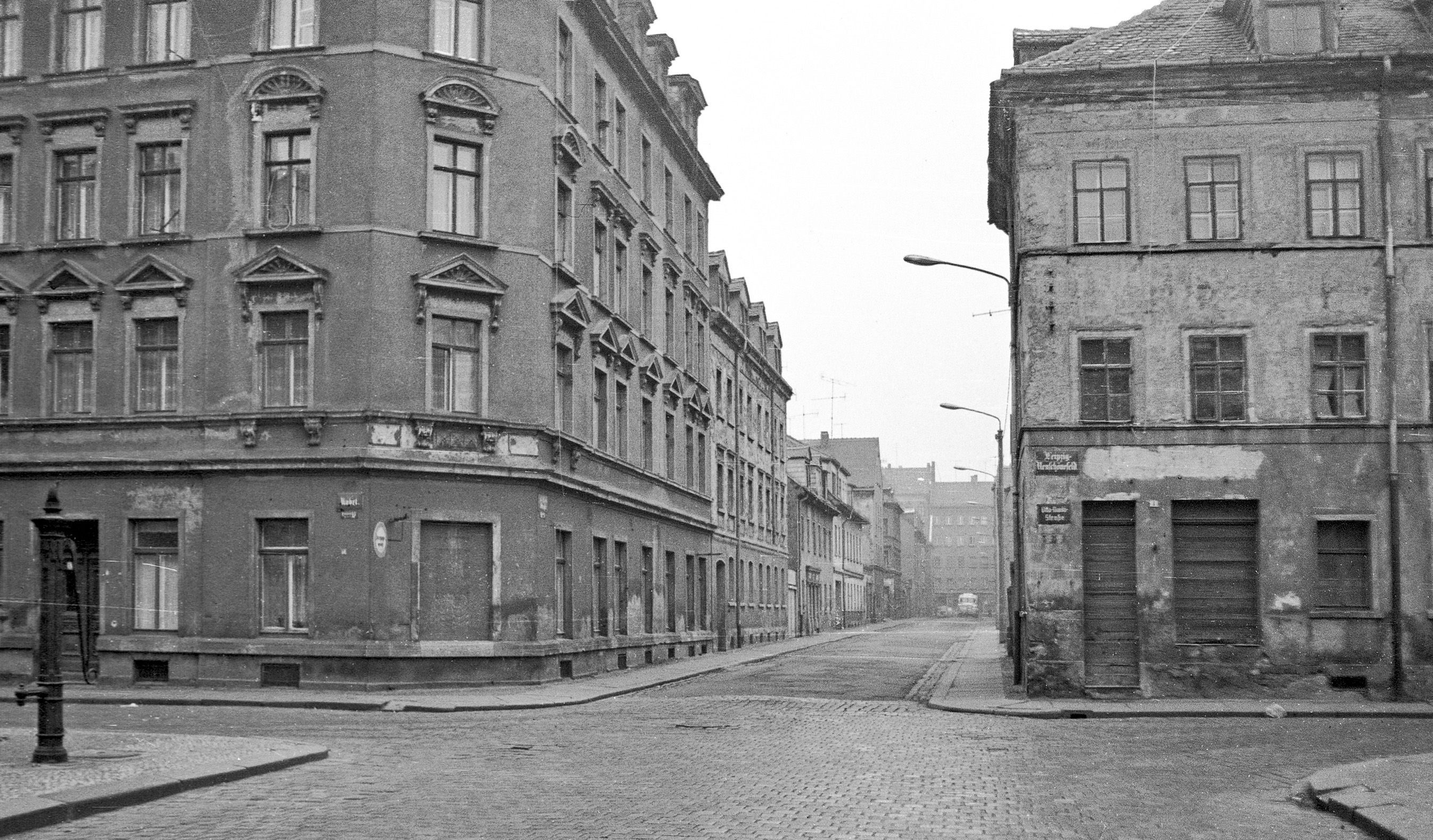
Blick in die Melchiorstraße in Neuschönefeld 1975

Durch den Bau der Leipzig-Dresdner Eisenbahn in den 1830er Jahren zunächst entlang der Eisenbahnstraße wurde das Rabet geteilt. Mitte des Jahrhunderts begann südlich der Bahn die Wohnbebauung, und es entstand Neuschönefeld, das 1890 nach Leipzig eingemeindet wurde. Der Leipziger Historiker und Archivar Gustav Wustmann (1844–1910) setzte sich für den Erhalt des alten Flurnamens ein, und so erhielt eine Straße in Neuschönefeld den Namen Rabet.

### Park

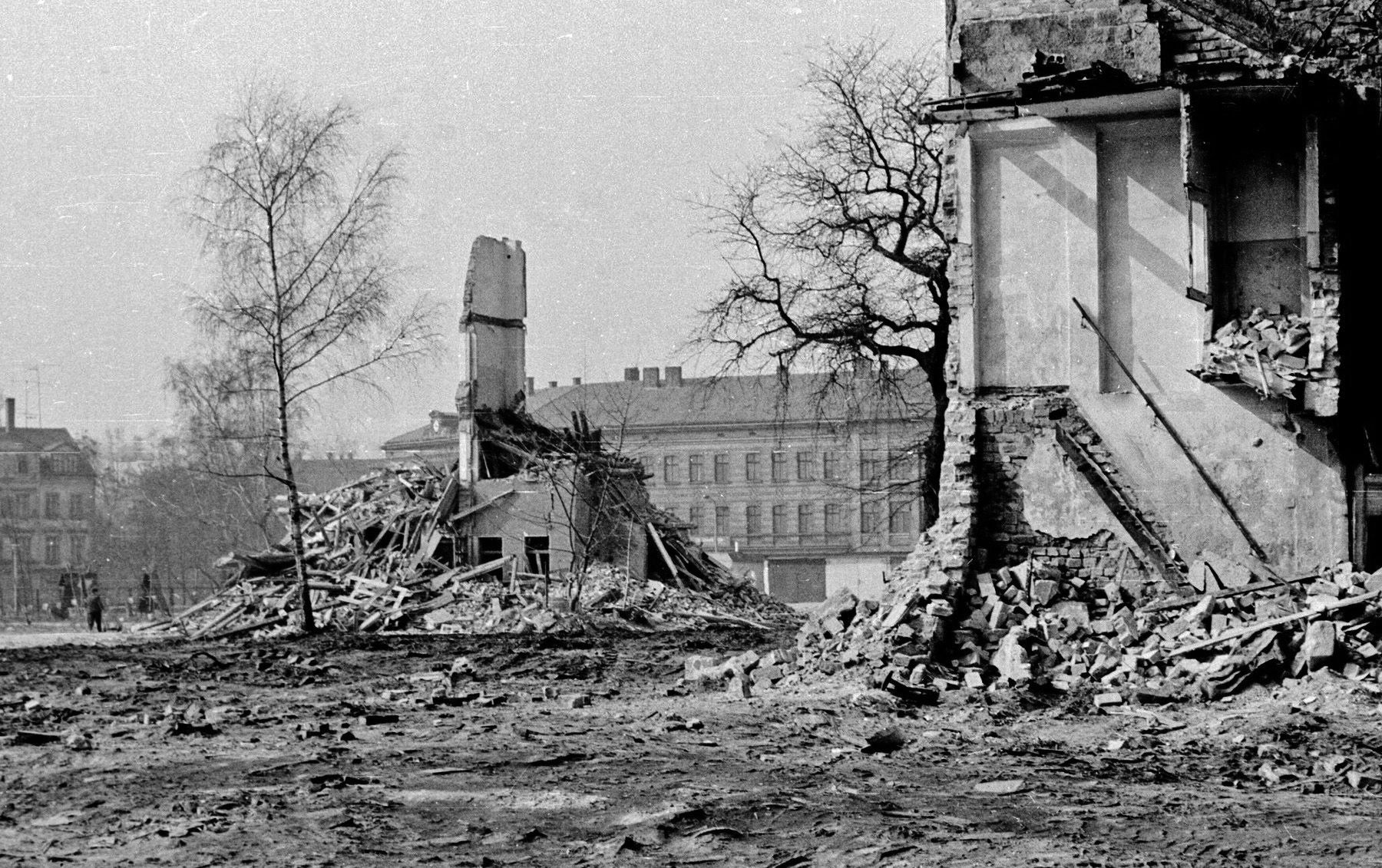
Flächenabbruch Ende der 1970er Jahre

Durch die extensive Nutzung des Baulands blieb im gesamten Stadtteil keinerlei Grünanteil. Im Zweiten Weltkrieg war es in Neuschönefeld kaum zu Zerstörungen gekommen, aber nach dem Krieg verfiel die Altbausubstanz rapide. Diese beiden Umstände veranlassten die Stadtverwaltung 1975 zu dem Beschluss, diese Diskrepanz durch Flächenabrisse und die Schaffung eines Freizeitparks zu beheben. 1976 begann der Abriss, bei dem 565 Wohneinheiten und 3.180 m² Gewerbefläche beseitigt wurden. Es entstand eine große freie Fläche mit Spiel- und Sportmöglichkeiten.
2001/2002 wurde der Konzeptionelle Stadtteilplan Leipziger Osten erarbeitet, der die Erweiterung und Neugestaltung des Parks vorsah. Aus einem Gutachterverfahren ging das Berliner Landschaftsarchitekturbüro Lützow 7 als Sieger hervor, dessen Entwurf in Zusammenarbeit mit Stadtplanungsamt, Grünflächenamt, Amt für Stadterneuerung und Wohnungsbauförderung sowie der Arbeitsgemeinschaft Rabet präzisiert und ab Mai 2004 realisiert wurde. 
Die Parkfläche vergrößerte sich bei der Erweiterung um etwa drei Hektar, was durch Grundstückszukäufe und Häuserabrisse an den Rändern des Parks – in drei Karrees zwischen der Konrad- und der Eisenbahnstraße im Norden sowie zwischen der Marthastraße und der Straße Rabet im Süden – erfolgte. So konnte 2007 der Park in seiner oben beschriebenen Form übergeben werden. Vom ehemaligen Neuschönefeld blieben nach den beiden Abrissperioden von ehemals etwa 240 Wohnhäusern nur noch 30 übrig. Einer der ehemals am dichtesten besiedelten Stadtteile ist heute überwiegend Parkfläche. Bei der Vergabe des Architekturpreises der Stadt Leipzig 2009 erhielt das Projekt eine „Lobende Erwähnung“.
Die am Rand des Parks gelegene historische Turnhalle des Sportvereins Leipziger Löwen wurde im März 2008 niedergebrannt. Dabei wurde in Presseberichten ein Zusammenhang mit dem sogenannten Bandenkrieg unter Türstehern um die Leipziger Diskoszene vermutet. Anschließend errichtete die Stadt Leipzig für 4,5 Millionen Euro eine neue Vereinssport- und Freizeithalle, die im April 2013 eingeweiht wurde. Am westlichen Eingang zum Park auf dem Otto-Runki-Platz wird derzeit bis 2025 das Sportbad am Rabet erbaut.
Das Rabet gilt weiterhin als Kriminalitätsschwerpunkt. Der Park liegt seit November 2018 in der Leipziger Waffenverbotszone (d. h. auch das Führen von nach Waffengesetz legalen Waffen und anderen gefährlichen Gegenständen ist dort untersagt). In der Aufstellung „gefährlicher Orte“ durch das sächsische Innenministerium 2019 wird der Stadtteilpark Rabet als Umschlagplatz für Rauschgift jeder Art genannt. Zudem wurden wiederholt Straftaten gegen das Leben registriert, etwa beinahe tödliche Messerstechereien.

## Roman
Der Wenderoman Rabet – Oder das Verschwinden einer Himmelsrichtung des Schriftstellers Martin Jankowski (* 1965) hat das frühere Rabet der 1980er Jahre und die Abrissviertel in dessen Umgebung als Handlungsort. Der Autor selbst wohnte zwischen 1985 und 1987 in dem Haus Rabet Nr. 15, das als eines von wenigen dem Flächenabriss entging und heute ein Café mit Freisitz am Park beherbergt.